# Dodo
Der Dodo oder auch die Dronte, seltener Doudo oder Dudu (Raphus cucullatus, „kapuzentragender Nachtvogel“, Syn.: Didus ineptus), war ein etwa einen Meter großer flugunfähiger Vogel, der ausschließlich auf der Insel Mauritius im Indischen Ozean vorkam. Der Dodo ernährte sich von vergorenen Früchten und nistete auf dem Boden. Die Forschung geht davon aus, dass die Spezies um 1690 ausstarb. Sein nächster Verwandter war der ebenfalls ausgestorbene Rodrigues-Solitär (Pezophaps solitaria) auf der zu Mauritius gehörenden Maskarenen-Insel Rodrigues.

## Aussehen

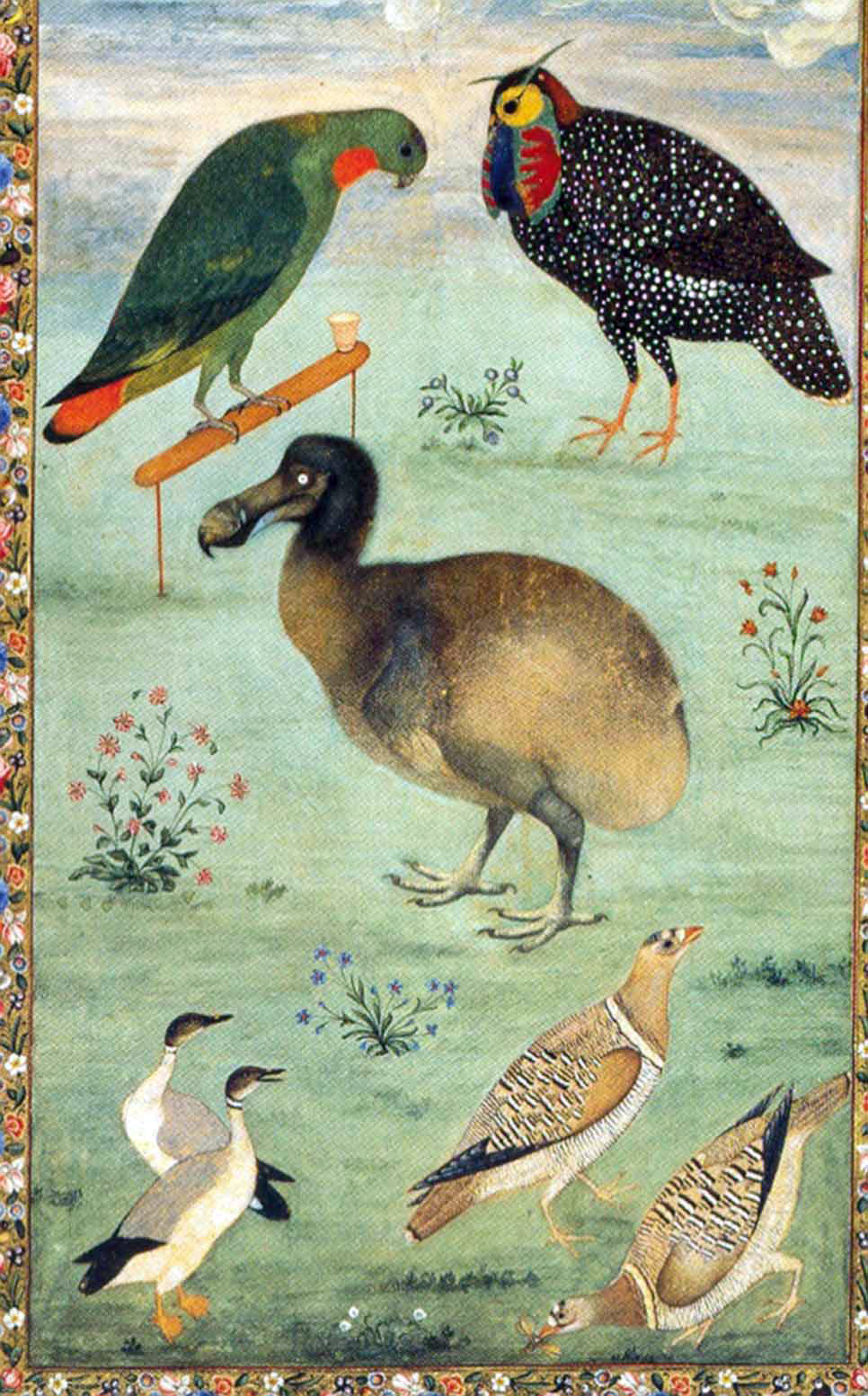
Darstellung eines Dodo durch Mansur, 1612

Aus Berichten weiß man, dass der Dodo ein blaugraues Gefieder, einen etwa 23 Zentimeter langen, schwärzlichen, gebogenen Schnabel mit einem rötlichen Punkt sowie kleine Flügel hatte, die ihn nicht zum Fliegen befähigten. Weiterhin bildete ein Büschel gekräuselter Federn den Schwanz und der Vogel legte gelbe Eier. Dodos waren etwa einen Meter groß und wogen 11 bis 17 Kilogramm. Auch wegen seiner schwachen Brustmuskulatur konnte der Dodo nicht fliegen. Das war auch nicht nötig, da er auf Mauritius keine Fressfeinde hatte.
Traditionell hat man vom Dodo die Vorstellung eines massigen, plumpen und unbeholfenen Vogels. Der Biologe Andrew Kitchen erklärt den Eindruck dadurch, dass die alten Zeichnungen überfettete, in Gefangenschaft lebende Vögel zeigen. Da Mauritius trockene und feuchte Jahreszeiten hat, fraß der Dodo sich möglicherweise am Ende der Regenzeit Fett an, um so die Trockenperioden, in denen Nahrungsmangel herrschte, zu überdauern. In der Gefangenschaft, bei der Nahrung das ganze Jahr vorhanden war, wurde der Dodo ständig überfüttert.
Eine der wenigen realistischen Abbildungen eines lebenden Dodos schuf der indische Maler Mansur zu Beginn des 17. Jahrhunderts.

## Entdeckung
Der erste europäische Bericht über die Art stammt von der zweiten Ostindien-Fahrt einer niederländischen Flotte unter dem Kommando von Jacob Cornelisz van Neck im Jahr 1598. Die Schiffe waren in einem Sturm getrennt worden, ein Teil der Flotte landete im September des Jahres auf Mauritius (damals noch Ilha do Cerne genannt). Eine Gruppe von Seeleuten, die zur Suche nach Wasser und Vorräten an Land geschickt worden war, kehrte mit einigen flugunfähigen Vögeln zurück. Die Insel war damals von Menschen unbewohnt, die Vögel zeigten Menschen gegenüber keine Scheu. Der Reisebericht der Fahrt von 1599, Waarachtige Beschryving genannt (nur in englischer und anderen Übersetzungen erhalten), brachte die Existenz des Vogels den Europäern zur Kenntnis. Nach der Beschreibung wären die Vögel „doppelt so groß wie Schwäne“ gewesen. Sie wurden von den Seeleuten Walghstocks or Wallowbirdes (in späteren Berichten auch „Walchvoghel“) genannt nach dem Dialektausdruck wallow (niederländisch walghe), was „kränklich“ oder auch „geschmacklos“ bedeuten kann. Dem Text zufolge war das Fleisch wenig wohlschmeckend und benötigte extrem langes Kochen, um genießbar zu werden, so dass die Seeleute andere Vögel bevorzugten. Trotzdem wird in zahlreichen späteren Berichten von der Jagd auf die Vögel als Proviant berichtet.
Die Abbildungen des Dodos in der Waarachtige Beschryving wurden nach Erzählungen, also nach Hörensagen, in Europa komponiert – die Graveure übernahmen offensichtlich andere große Vögel als Muster. Auch die Beschreibung ist in großen Teilen fehlerhaft. Spätere Abbildungen, vor allem in Quinta Pars Indias Orientalis der Brüder de Bry von 1601, beruhten teilweise wohl auf Skizzen von mitreisenden Schiffsoffizieren und werden im Wesentlichen als korrekt eingeschätzt. Sie waren die Vorlage für die meisten der späteren Abbildungen.
Lebensechte Abbildungen, die aber erst viel später publiziert wurden, erhielten sich in einem Schiffsjournal des Seglers Gelderlandt von 1601 bis 1603, welches auch sieben nach dem Leben gefertigte Vogelskizzen enthielt. Der Ornithologe Alfred Newton publizierte sie 1896. Sie zeigen einen plumpen Vogel mit fast rundem Rumpf und einem kurzen, aus wenigen Federn bestehenden Stummelschwanz. Der Name Dodo, der sich später im englischen Sprachraum durchsetzte, tauchte zuerst in einem Bericht des Reiseschriftstellers Thomas Herbert aus dem Jahr 1634 auf – seinen Angaben nach stamme er aus dem Portugiesischen.

## Aussterben
1690 berichtete der Engländer Benjamin Harry zum letzten Mal von einem Dodo auf Mauritius. Für andere ist der letzte glaubwürdige Bericht bereits die Erzählung über den Untergang einer holländischen Flotte unter Admiral Arnout de Vlaming im Jahr 1662, bei dem einige Überlebende, darunter der Berichtende Volkert Evertsz, in einem kleinen Boot Mauritius erreichten. Dort fingen sie Dodos, allerdings nicht mehr auf der Hauptinsel, sondern auf einer kleinen vorgelagerten Insel. Bei zahlreichen der späteren Sichtungsberichte wird vermutet, dass sie sich in Wirklichkeit auf die (ebenfalls flugunfähige und inzwischen ebenfalls ausgerottete) Mauritius-Ralle bezogen, so dass der genaue Zeitpunkt des Verschwindens nicht anzugeben ist. In jedem Falle waren die Vögel bereits wenige Jahrzehnte nach ihrer Entdeckung ausgerottet.
Hauptgrund für das Aussterben der Art dürften eingeschleppte Ratten sowie eingeführte und verwilderte Haustiere gewesen sein und dort vor allem Schweine und Affen, welche die Gelege der bodenbrütenden Vögel zerstörten, indem sie ihre Eier fraßen. Da der Dodo ursprünglich keine Feinde besaß, verfügte er über kein Flucht- oder Verteidigungsverhalten. Die Zutraulichkeit des Dodo und die Flugunfähigkeit machten ihn auch für Menschen zu einer leichten Beute. Er war zwar nicht wohlschmeckend, aber als Frischfleisch für lange Seefahrten geeignet. Auch die Eier wurden von Seeleuten in Massen gegessen. Diese beiden Gefahren haben ebenso die Existenz der Galápagos-Riesenschildkröte stark bedroht und einige ihrer Unterarten ausgerottet.
Weniger als einhundert Jahre nach seiner Entdeckung war der Dodo ausgestorben. Als 1721 Mauritius von den Franzosen rekolonalisiert wurde und diese den Dodo nicht auffinden konnten, wurde er für viele zu einem Fabelwesen. Auch nach Cuviers Bestätigung des Prozesses des Aussterbens im Jahr 1779 glaubten viele französische Forscher noch nicht an die Existenz des Dodo. Eine allgemeine Anerkennung des Dodos als echtes Tier erfolgte erst 1828 durch die Neubeschreibung der Londoner und Oxforder Exemplare. Vom Dodo wurde wenig Notiz genommen, bis er 1865 in Alice im Wunderland von Lewis Carroll erwähnt wurde. Mit der Popularität des Buches wuchs auch die Popularität des Vogels. Carroll sah vermutlich den mumifizierten Dodo-Kopf im Naturkundemuseum von Oxford.

## Forschung
Einem Forscherteam der Oxford-Universität um Beth Shapiro gelang es 2002, DNA-Bruchstücke aus Knochen zu isolieren. Der DNA-Vergleich zeigte eine enge Verwandtschaft des Dodo mit dem ebenfalls ausgestorbenen Rodrigues-Solitär und der noch lebenden ostasiatischen flugfähigen Kragentaube.
Im Juni 2006 entdeckte eine von dem niederländischen Geologen Kenneth Rijsdijk geleitete Forschergruppe auf Mauritius ein ganzes Depot von Tierknochen und Pflanzensamen in einer Grube in einem ehemaligen Moor. Unter ihnen wurden auch viele Skelett-Teile des Dodos gefunden, etwa ein vollständiges Bein und ein sehr selten gefundener Schnabel. Rijsdijk schätzte seinen Dodo-Fund als den umfangreichsten überhaupt ein. Der Fund des Dodo-Massengrabes wird von dem niederländischen Forschungsteam auch als Indiz dafür gewertet, dass eine Naturkatastrophe noch vor Ankunft des Menschen einen signifikanten Teil des Dodo-Ökotops und der Dodo-Population ausgelöscht hat. Bei der Naturkatastrophe könnte es sich um einen Zyklon oder ein plötzliches Ansteigen des Meeresspiegels gehandelt haben.
Obwohl einige Museen eine Kollektion von Dodo-Skeletten ausstellen, gab es bisher weltweit kein vollständig erhaltenes Skelett. Erst 2016 wurde ein nahezu vollständiges Exemplar in London von einem Privatsammler versteigert. Bereits 2005 hatte ein internationales Forscherteam ein nicht ganz komplettes Skelett eines Dodo-Vogels auf Mauritius gefunden. Ein Dodo-Ei wird im East London Museum in Südafrika gezeigt.
Ende Januar 2023 kündigte das Unternehmen Colossal Biosciences an, den Dodo „wiederbeleben“ zu wollen. Ein Forschungsteam unter der Leitung von Beth Shapiro soll dies bewerkstelligen. Das Projekt verfolgt dabei den Ansatz, das Genom einer nah verwandten Spezies so abzuwandeln, dass gewissermaßen ein Dodo-Duplikat entsteht, das dann in einem Ei heranwächst. Selbst wenn dieses Verfahren aber irgendwann möglich sein sollte, gibt es trotzdem keine Tiere, die den genveränderten Küken das spezifische Sozialverhalten eines Dodos vermitteln könnten. Das Ergebnis wäre folglich nicht das Zurückbringen des Dodos an sich, sondern höchstens das Erschaffen eines Vogels mit Dodo-Genom. Unklar ist auch, welche Folgen die Neuansiedlung eines solchen Vogels für das Ökosystem auf Mauritius hätte. Über 300 Jahre nach dem Verschwinden des Dodo könnten die genveränderten Tiere in den dort nun stark veränderten Habitaten nicht überlebensfähig sein. Ebenso wäre es allerdings möglich, dass andere Tiere und Pflanzen von ihrer Anwesenheit profitieren.

## Rezeption
Der Dodo wird in zahlreichen wissenschaftlichen und populären Büchern über Aussterbevorgänge als Beispiel für ein vom Menschen verursachtes Sterben aufgeführt. 
Ihm wurden außerdem zwei Sonderausstellungen der zoologischen Museen in Amsterdam und in Zürich gewidmet. Über die Gründe der Popularität gerade dieser früh ausgestorbenen, vergleichsweise schlecht dokumentierten und für das gewöhnliche Schönheitsempfinden eher unästhetischen Art ist viel spekuliert worden. Als Möglichkeit wird der Auftritt eines Dodos im dritten Kapitel des berühmten Kinderbuches Alice im Wunderland oder die englische Redensart Dead as a dodo angeführt. Im goldenen Zeitalter der niederländischen Seefahrt im 16. und 17. Jahrhundert stand der Vogel mit für Exotik und die Größe der Entdeckungen der Nation. Dies zeigt sich in künstlerischen Darstellungen, etwa durch den Maler Roelant Savery, oft in exotischer Landschaft (vgl. unten) oder inmitten anderer exotischer Vögel. Auch Thomas Pynchon beschreibt die Ausrottung der Dodos durch niederländische Kolonisten in einer Episode seines Großromans Die Enden der Parabel. Dort dient sie zur Illustration des Auslöschungsdrangs des Menschen.
Im Staatswappen von Mauritius ist der Dodo einer der Schildhalter; an ihn erinnern auch Münzen, die 1971 von Mauritius herausgegeben wurden.

Staatswappen von Mauritius mit Dodo als Schildhalter
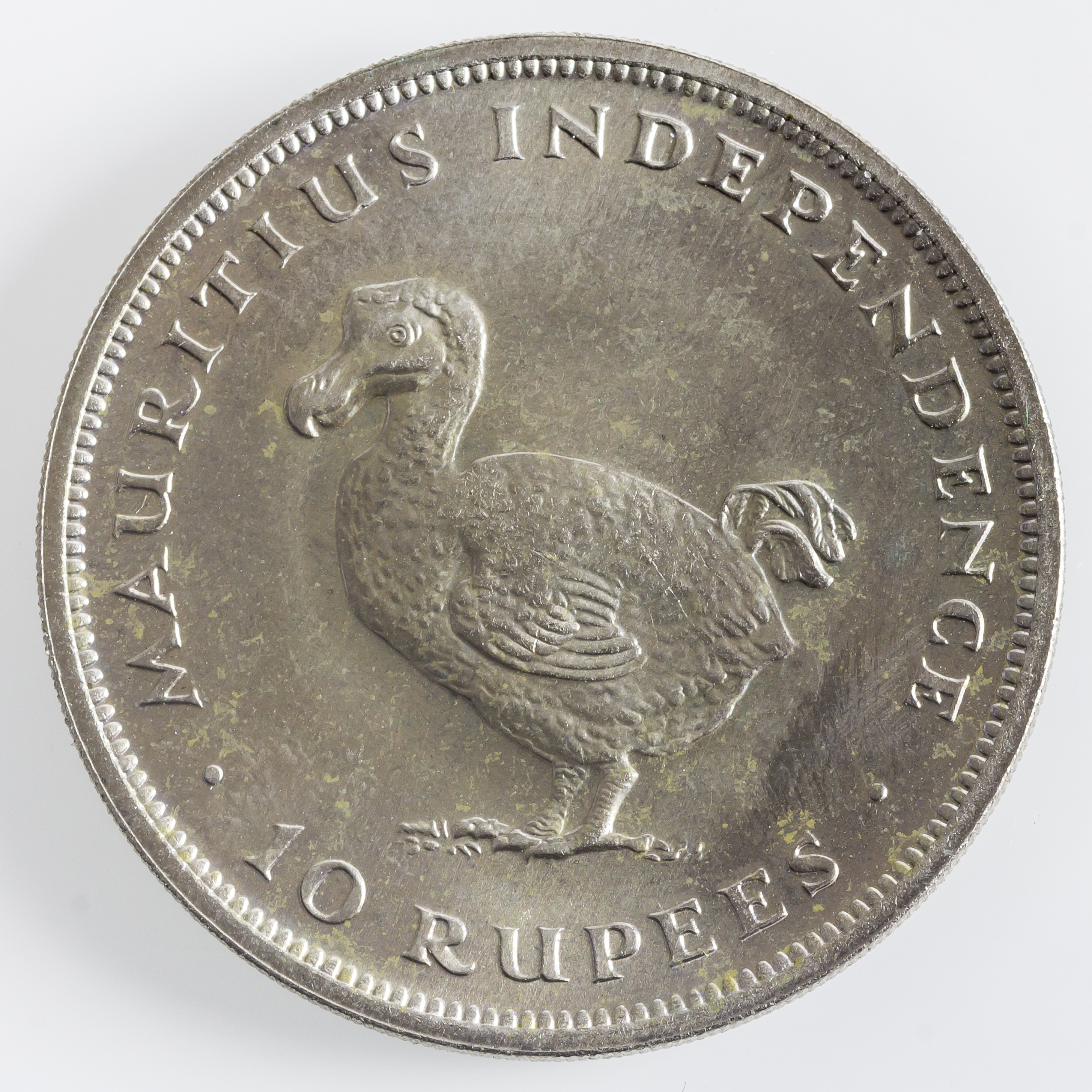
Dodo dargestellt auf Mauritius 10 Rupees, 1971
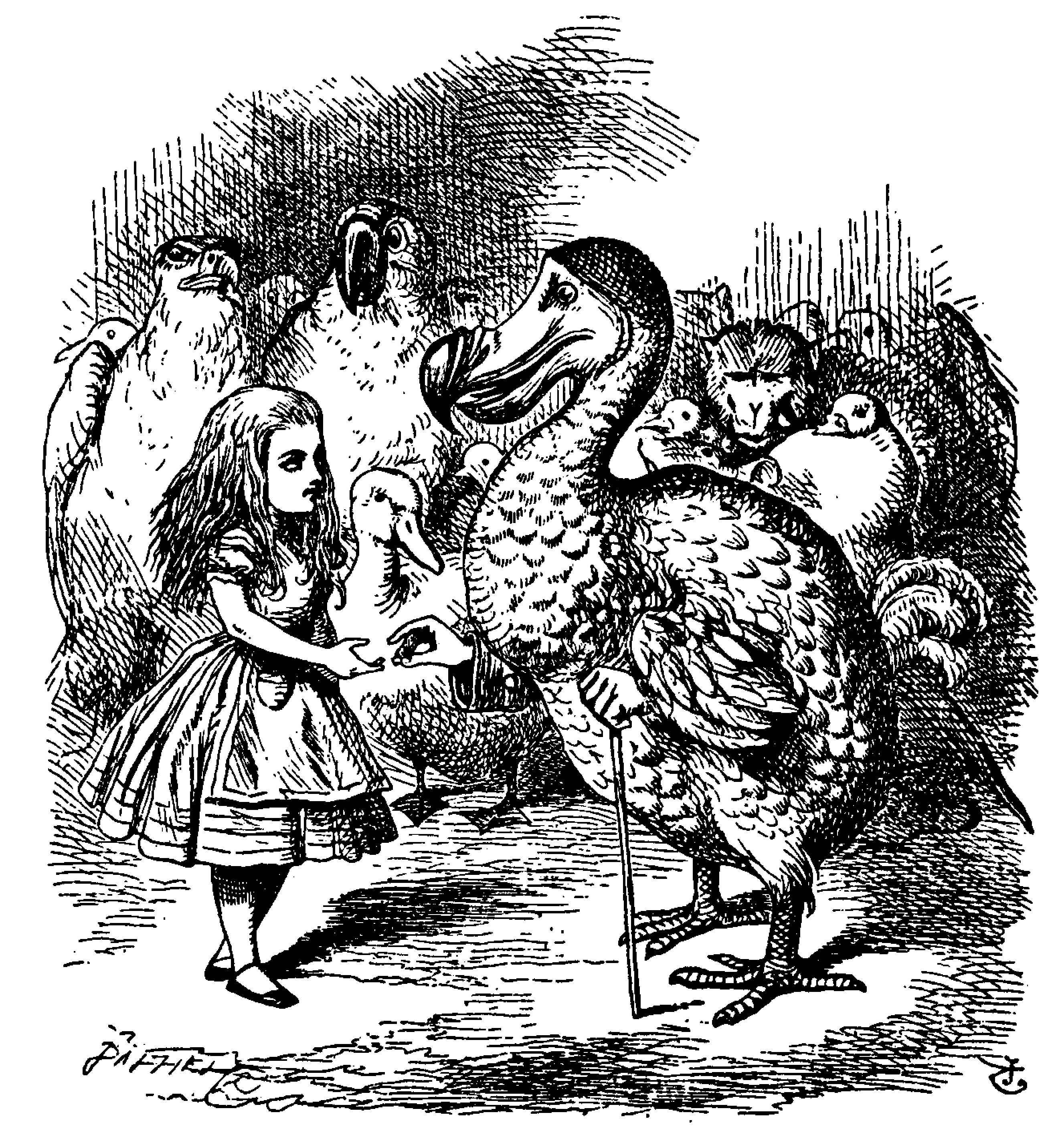
Alice und der Dodo. Zeichnung von John Tenniel (1865)

## Der Vogel und der Dodobaum
Der Samen des Calvariabaumes (Dodobaum) Sideroxylon grandiflorum, eines früher häufig vorkommenden Baumes auf Mauritius, kann nur schwer zum Keimen gebracht werden. Die Theorie, dass er nur nach Passage des Darmtrakts des Dodo keimt, ist aber nicht ausreichend belegt.

## Namensgebung
Der früheste schriftliche Beleg für das Wort Dodo stammt aus dem Tagebuch von Kapitän Willem van West-Zanen von 1602. Allerdings ist nicht auszuschließen, dass der Begriff Dodo auch früher schon verwendet wurde. Der Ursprung des Wortes Dodo ist unbekannt und wird daher kontrovers beschrieben:
- Eine Theorie besagt, dass Dodo von dodaars stammt, dem niederländischen Namen des Zwergtauchers. Der Zwergtaucher kann genauso schlecht laufen, und dies machte ihn früher zu einer leichten Beute für niederländische Segler.
- Eine andere Theorie leitet das Wort vom heute veralteten portugiesischen doudo ab, was so viel bedeutet wie „Narr“ oder „Einfaltspinsel“. Der Vogel soll diesen Namen von den Seefahrern erhalten haben, da dieser Vogel den Menschen immer sehr nahekam und es leicht war, ihn zu erlegen.
- David Quammen vermutet, dass Dodo eine onomatopoetische Annäherung an den vom Dodo abgegebenen Laut ist: ein zweitöniger taubenähnlicher Ruf, der sich wie doo-doo anhörte.[16]

## Verwandte Arten
Mit dem Rodrigues-Solitär auf Rodrigues wurde der Dodo (früher wissenschaftlich auch Didus ineptus genannt) in der Familie der Dronten (Raphidae) innerhalb der Ordnung Taubenvögel zusammengefasst. Nach Gesichtspunkten der Abstammungsgeschichte (Phylogenese) müssen diese zwei Arten in die Familie der Tauben (Columbidae; A. Janoo 2005) gestellt werden.
Alle Dronten waren flugunfähige, große Vögel, die ausschließlich auf je einer der Inseln des Maskarenen-Archipels lebten.
Vom rätselhaften Réunion-Solitär (Raphus solitarius, „Weißer Dodo“) von der Insel Réunion sind nur einige schwer interpretierbare Abbildungen übriggeblieben. Nach einer neueren Theorie ist er identisch mit dem ausgestorbenen Ibis Threskiornis solitarius. Nach anderen Ansichten handelte es sich um Vögel, die durch Seefahrer von Mauritius nach Réunion gebracht worden waren. Das hellere Gefieder wäre dann dadurch erklärbar, dass es sich um Albinos oder um Jungvögel gehandelt haben könnte.

## Bilder von Dodos

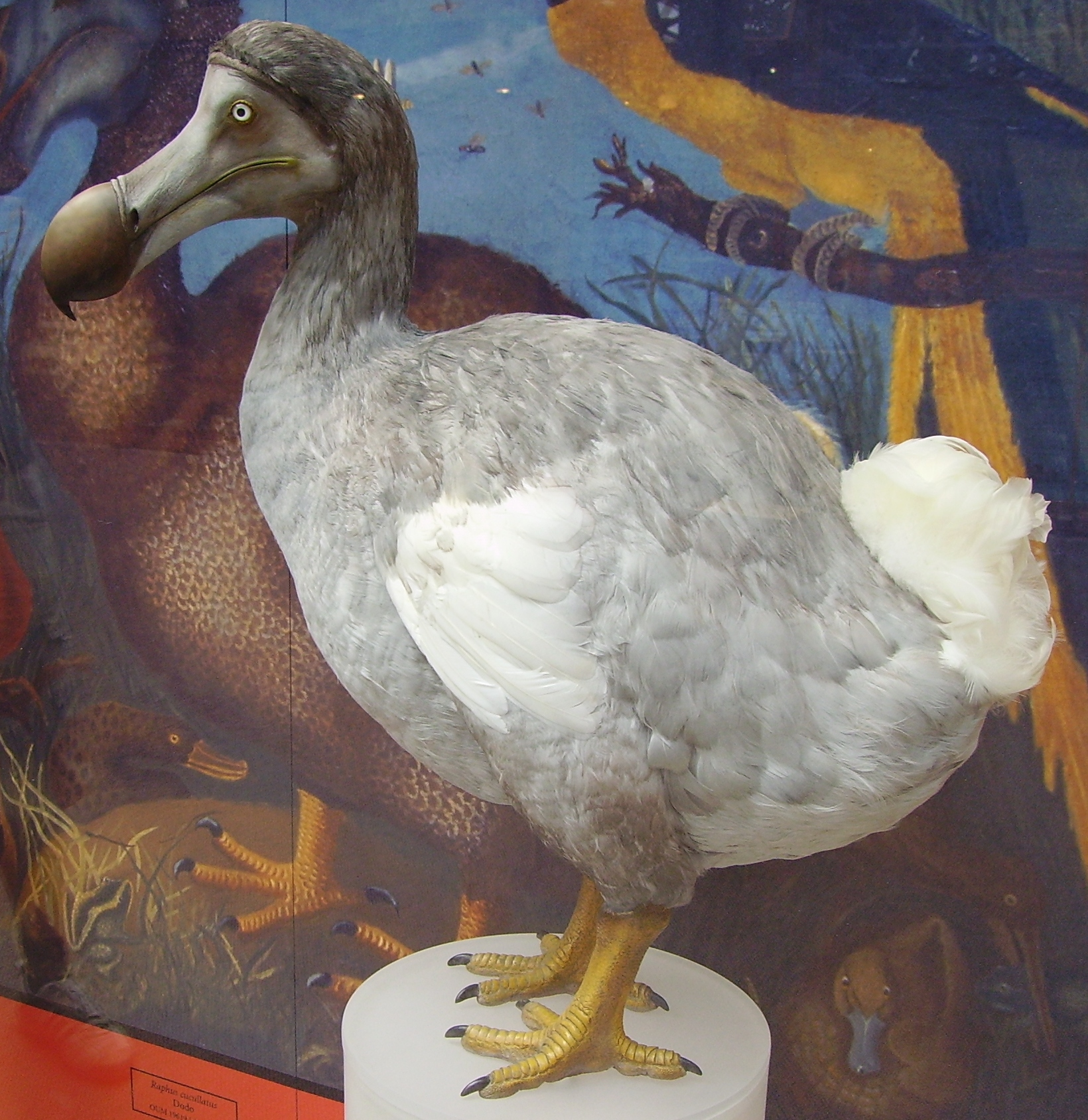
Rekonstruktion eines Dodo, Oxford University Museum of Natural History
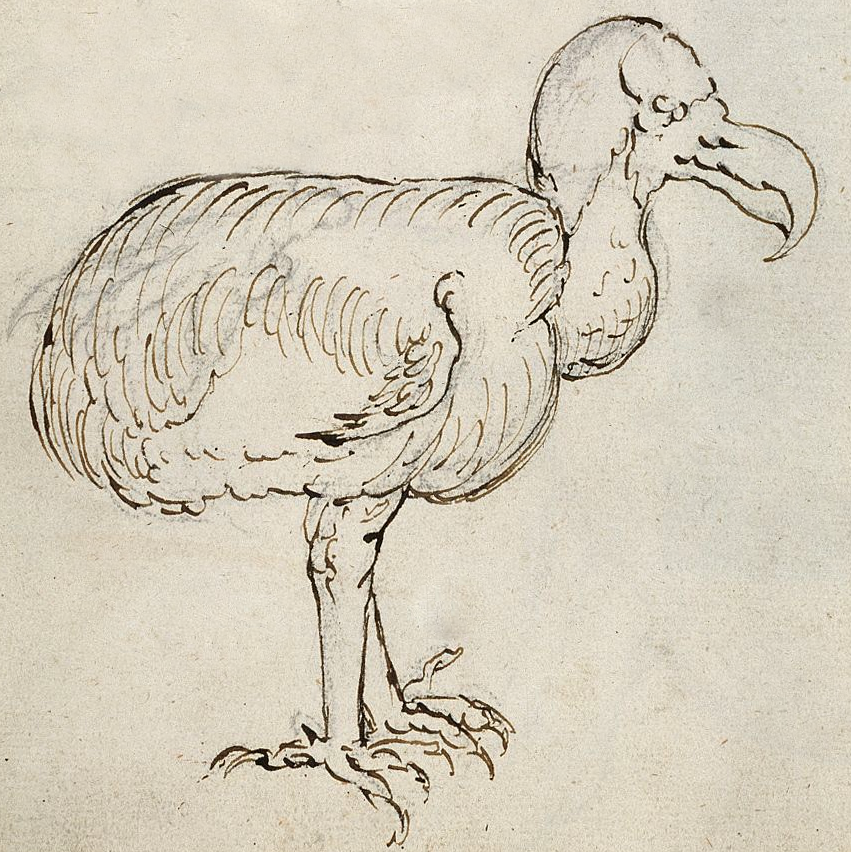
Erste Abbildung (1601)
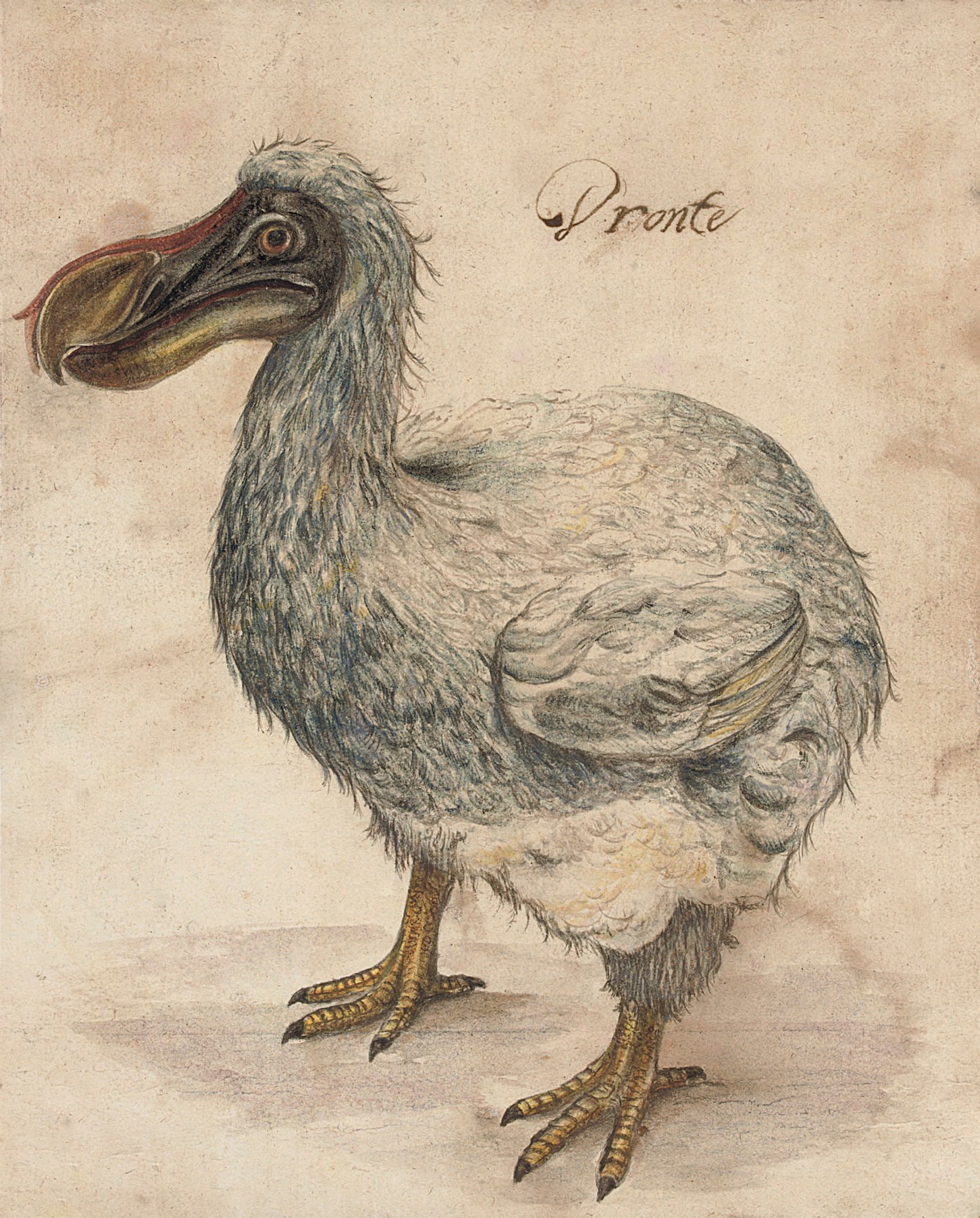
Dronte (17. Jahrhundert)
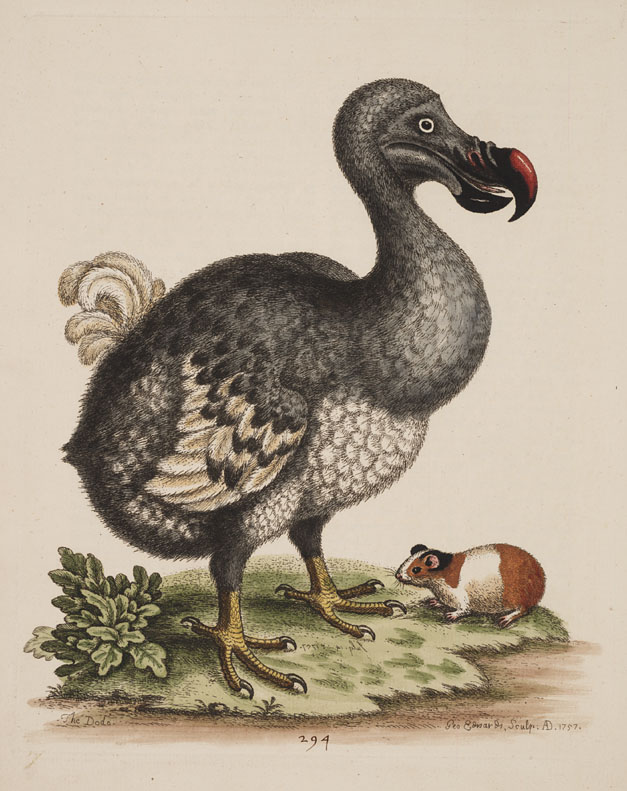
Radierung von George Edwards (1760)
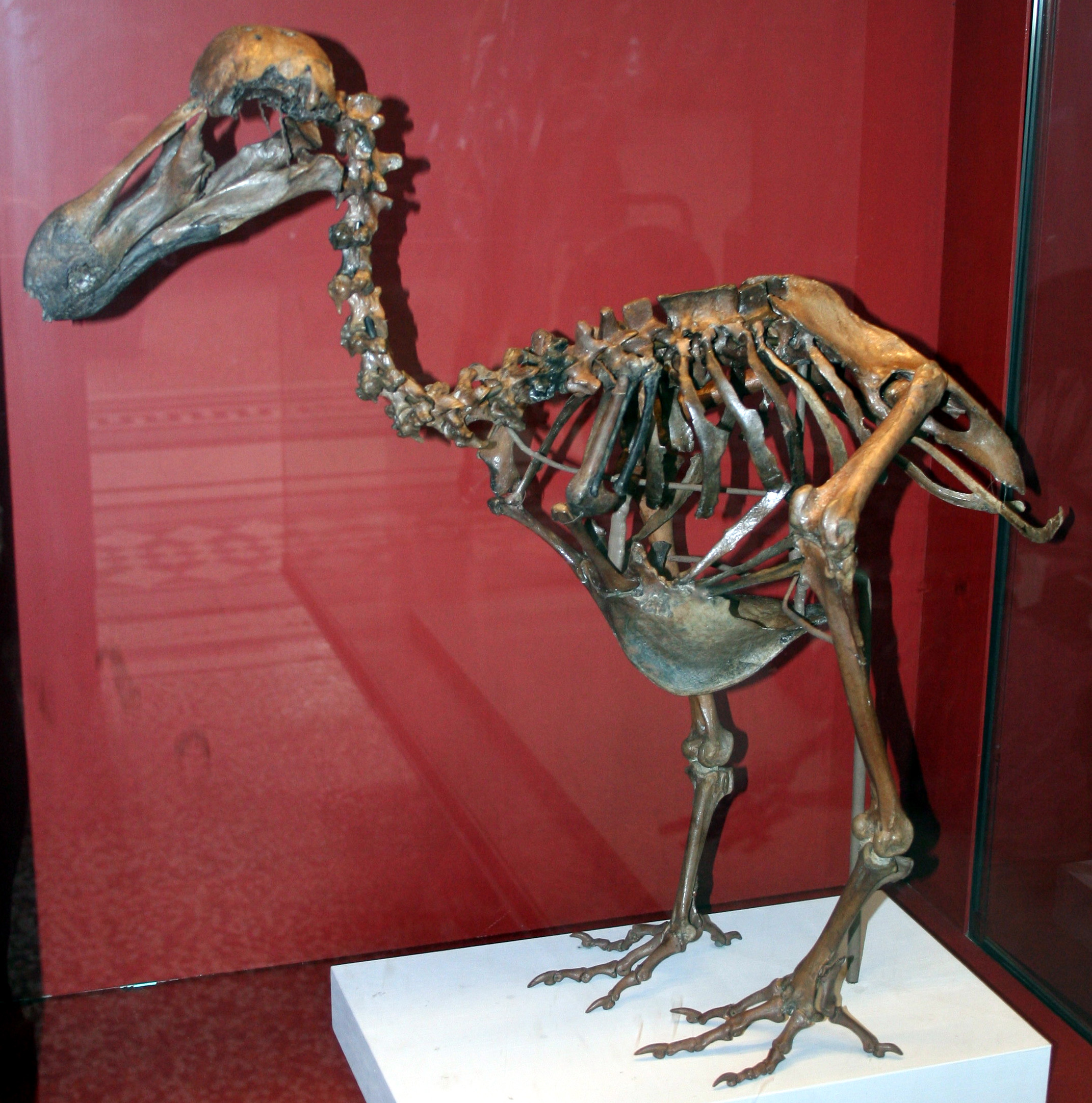
Dodo-Skelett im Natural History Museum (London, England)
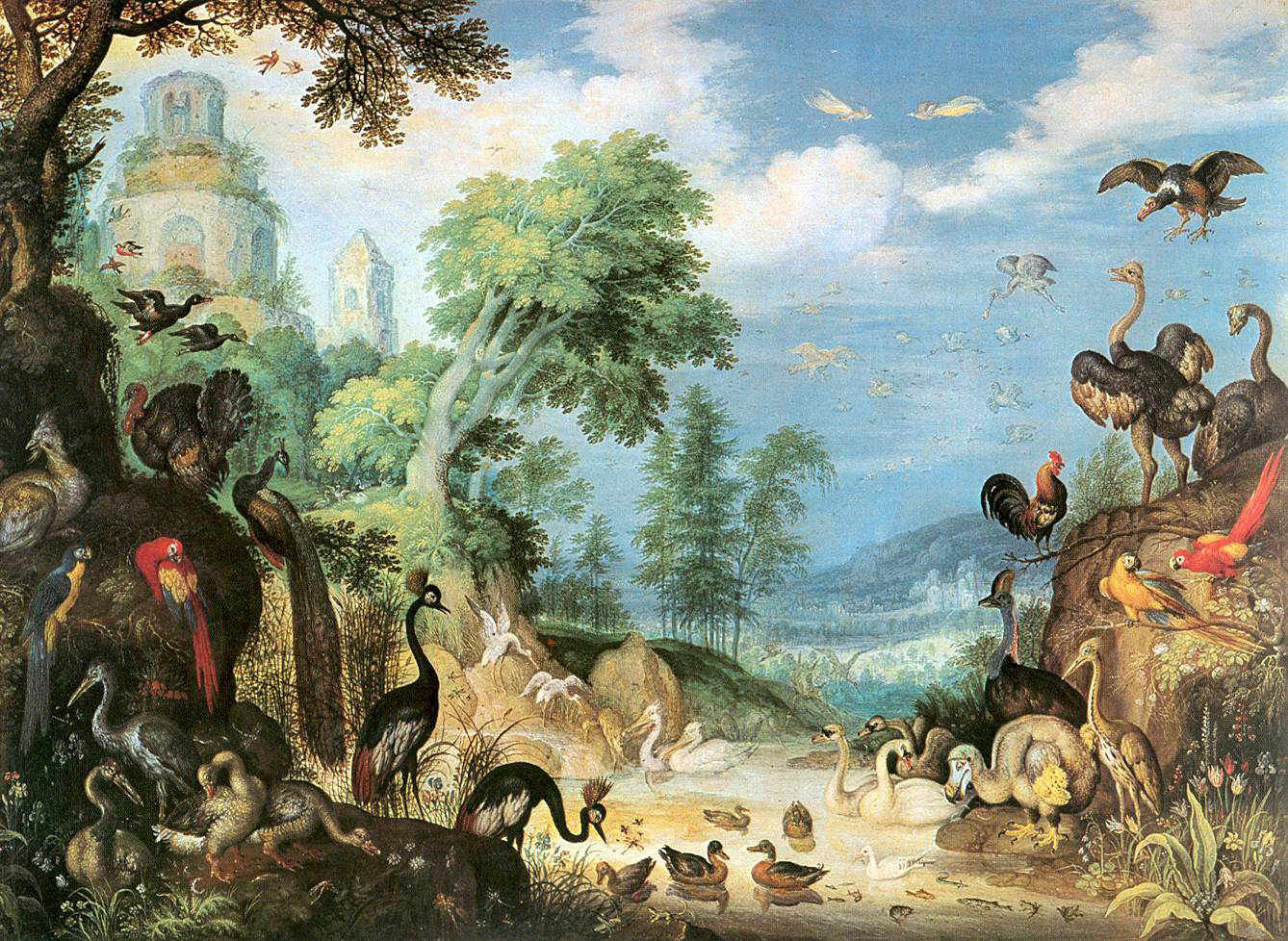
Savery: Landscape with Birds (1628) – Darstellung eines Dodo (rechts unten)
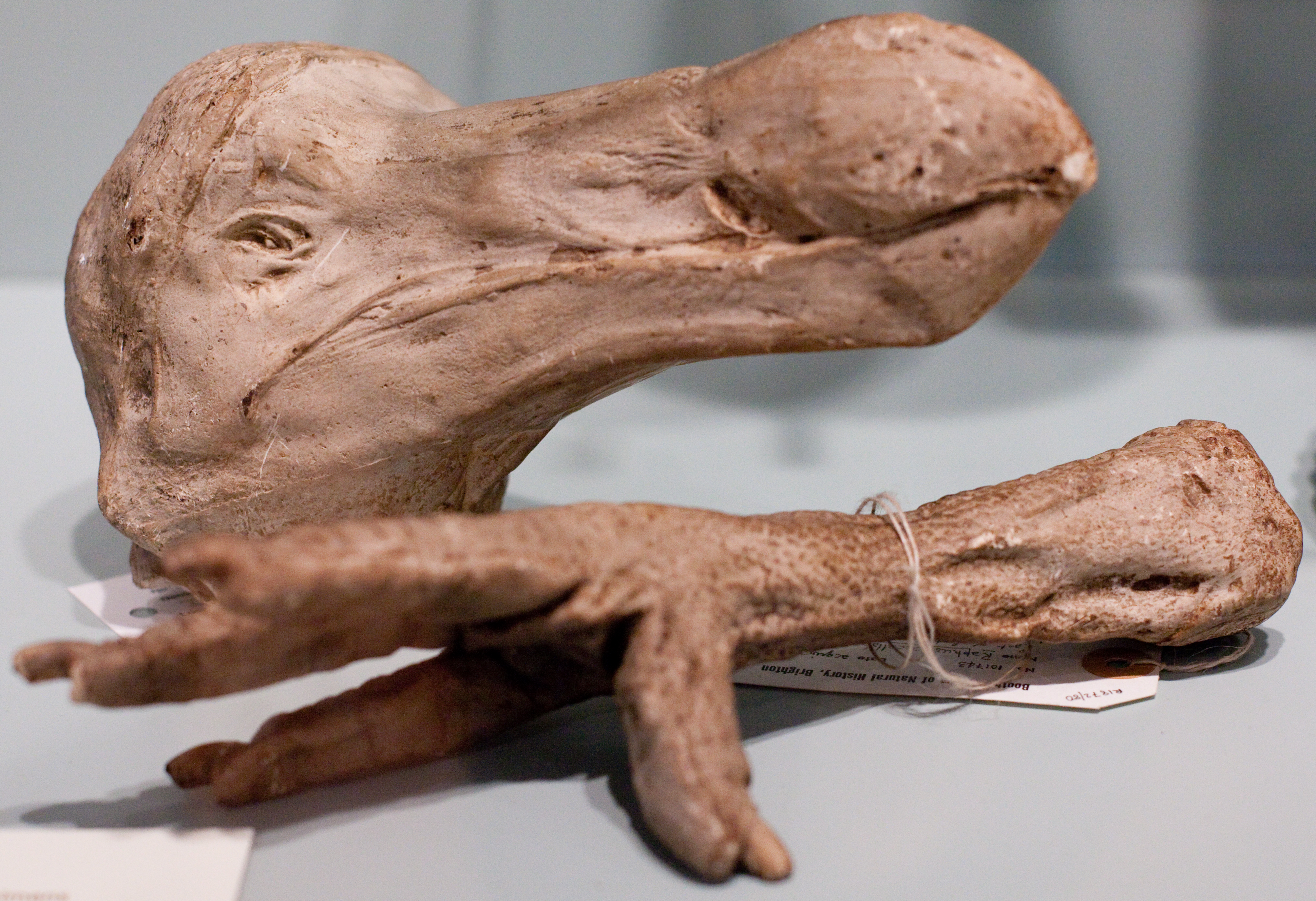
Gipsabdruck des Kopfes und eines Fußes des Dodos im Booth Museum of Natural History (Brighton, England)
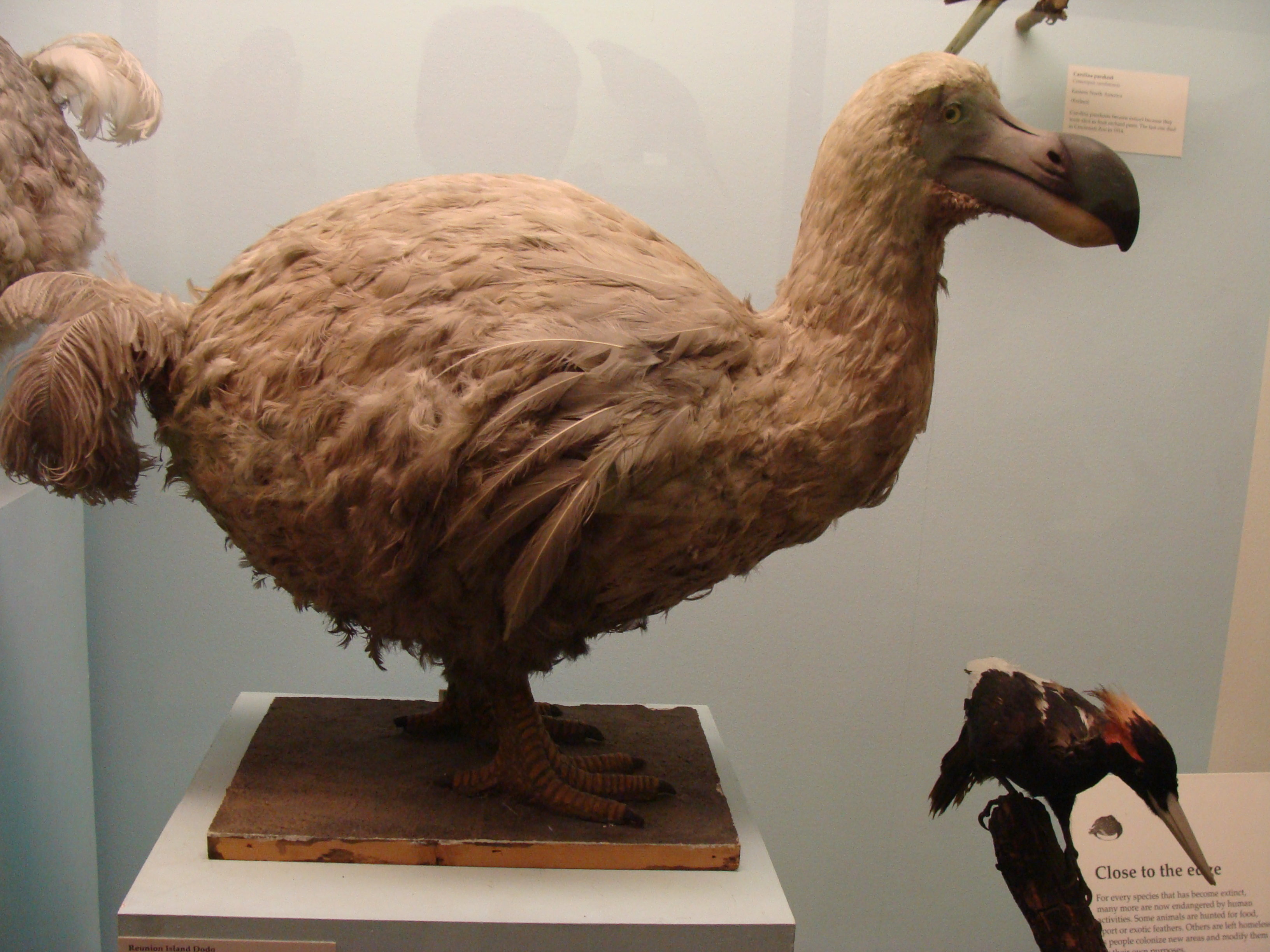
Rekonstruktion des „rätselhaften“ Réunion-Dodos, ausgestellt im Natural History Museum (London, England)
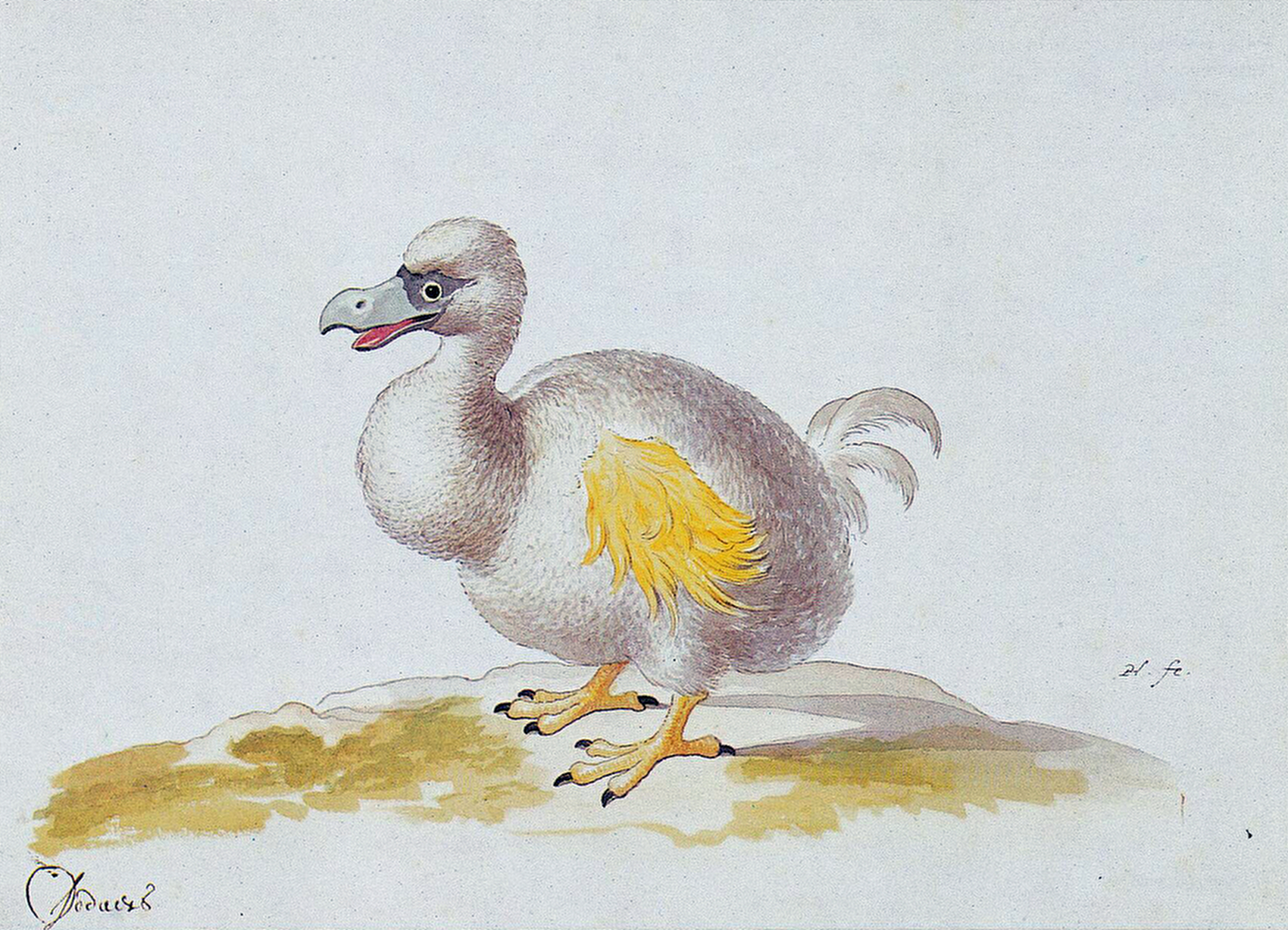
Zeichnung vom Réunion-Dodo 1638 von Pieter Holsteyn dem Jüngeren ausgestellt im Naturalis (Leiden, Niederlande)
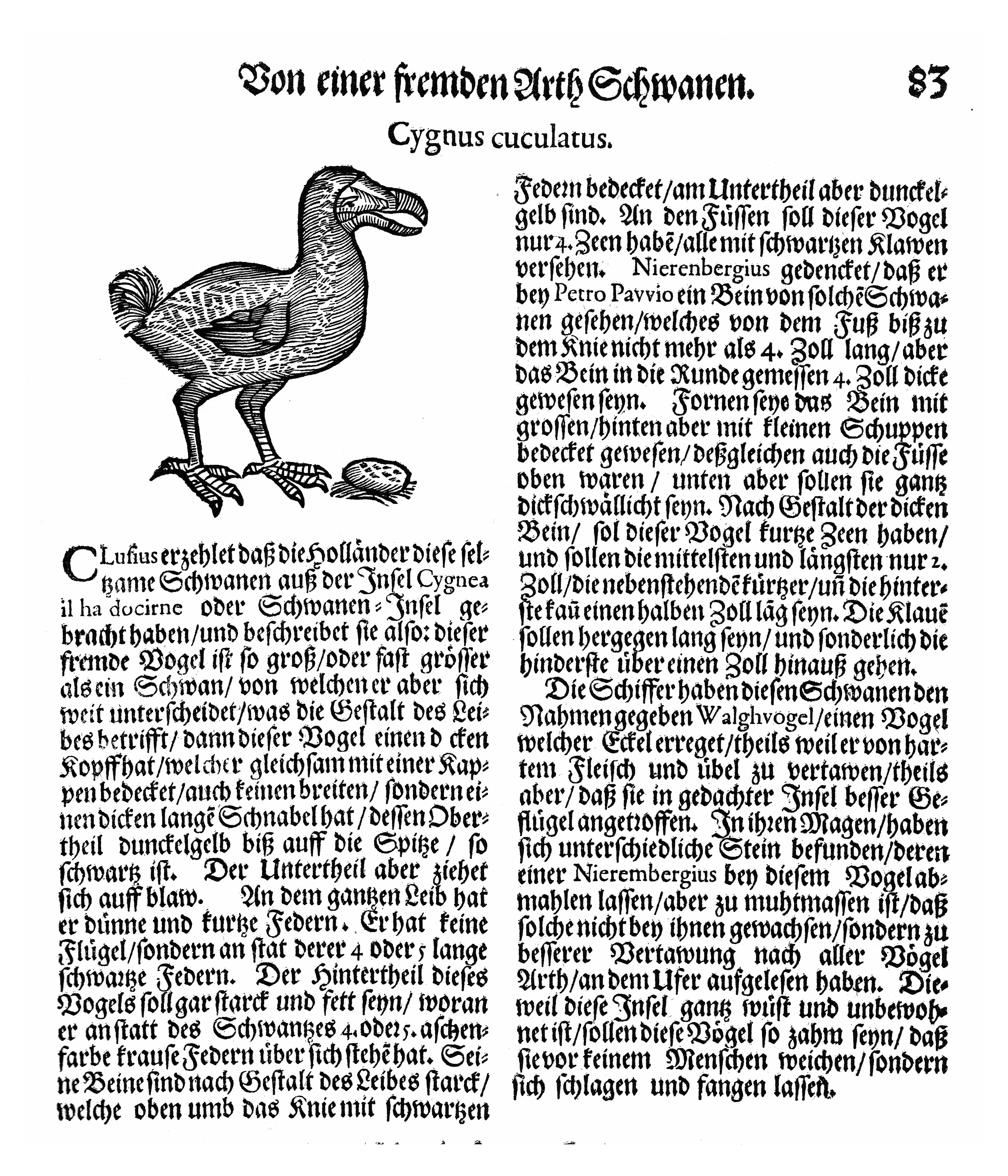
Abbildung und Beschreibung aus Conrad Gessners (1516–1565) Vogel-Buch (deutsche und verbesserte Ausgabe von 1669)